# Gjethuset, Köpenhamn
Denna artikel handlar om Gjethuset i Köpenhamn. För Gjethuset i Fredriksværk, se Gjethuset.

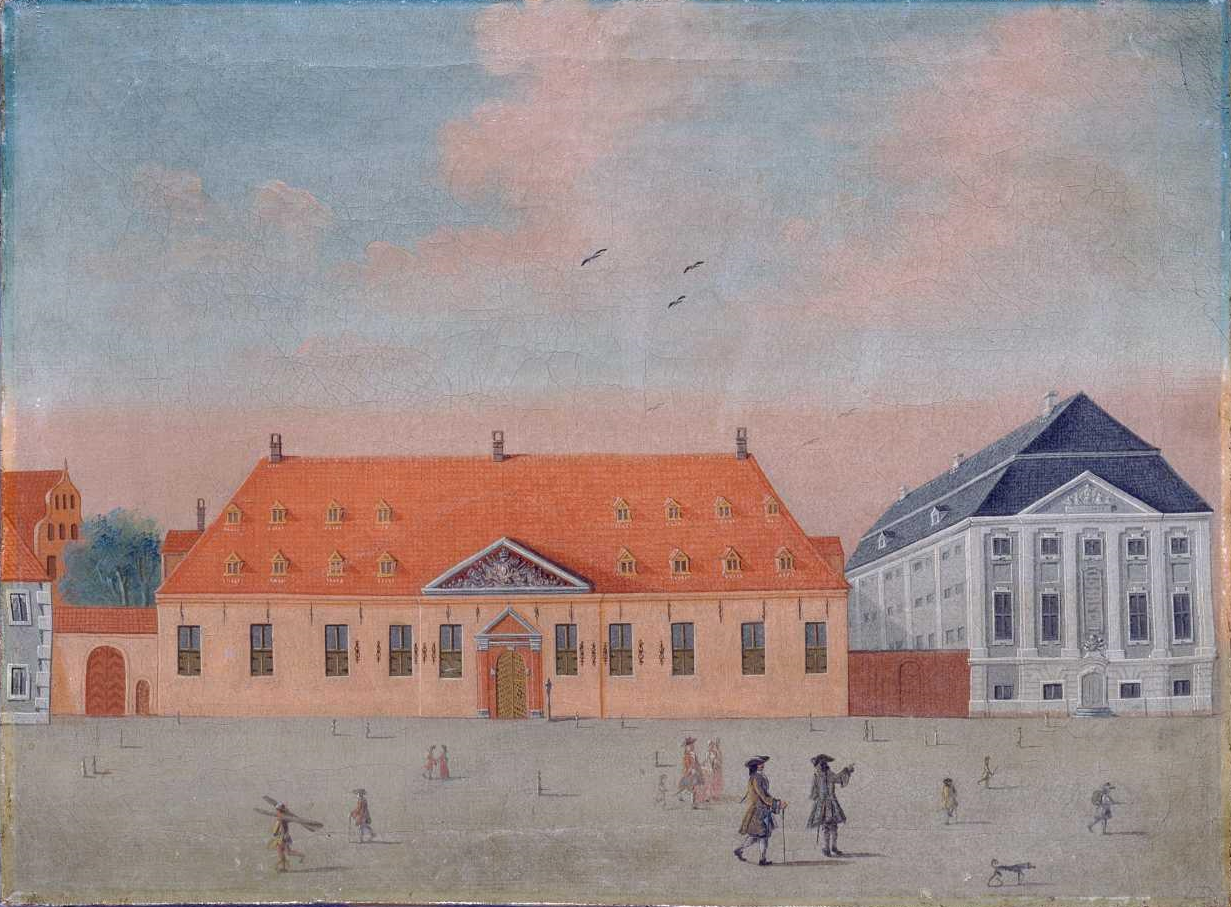
Det kongelige gjethus, målning av Johannes Rach och Hans Heinrich Eegberg, 1749

Gjethuset var ett kungligt gjuteri för tillverkning av kyrkklockor och kanoner i Köpenhamn, känt från ungefär år 1500. Efter skiftande placerinar, bland annat vid Sankta Clara Kloster på Møntergade, uppfördes på Kristian V:s order 1671 det nya gjuteriet Gjethuset vid Kongens Nytorv, som då var ett ganska obebyggt område. Gjethuset placerades i anslutning till örlogsvarvet på Bremerholm, vilket hängde samman med att kanongjutning då var Søetatens ansvarsområde. Efter några år påbörjades tillverkningen av kanoner till örlogsfartyg. 
På grund av höga produktionskostnader övergick tillverkningen av flottans kanoner till Johan Frederik Classens privatägda gjuteri i Fredriksværk 1757.
Ryttarstatyn av Fredrik V av Jacques Saly göts 1764 i Gjethuset. En del av husets vägg fick rivas för att kunna flytta ryttarstatyn till Amalienborgs slottsplats. Kristian V:s ryttarstaty, som står på Kongens Nytorv, göts möjligen också i Gjethuset.
Den tidigare fabriksbyggnaden inrymde en kadettakademi för artilleri och en tjänstebostad för chefen för artilleriet och ingenjörskåren. Från 1830 användes byggnaden som militärhögskola. Denna lades ner 1868 och revs 1870 för att ge plats åt Det Kongelige Teater. 

## Det lille Gjethus
År 1720 gjorde den franska teatermålaren, maskinemestern (ingenjören) och vinhandlaren Etienne Capion försök med teaterföreställningar i Det lille Gjethus (också kallat Tjærehuset) på Kongens Nytorv. Det blev dock ingen succé, kanske på grund av att föreställningarna framfördes på franska och tyska.